# Eleanor the Great
Eleanor the Great è un film del 2025 diretto da Scarlett Johansson.

## Trama
Una donna di 94 anni del Florida stringe un'improbabile amicizia con uno studente universitario newyorkese.

## Produzione
Scarlett Johansson ha espresso un primo interesse per la regia all'età di 12 anni, durante le riprese de L'uomo che sussurrava ai cavalli di Robert Redford. A settembre 2023 è stato annunciato l'esordio alla regia della Johansson con Eleanor, Invisibile, da una sceneggiatura di Tory Kamen. Nel febbraio 2024 June Squibb,
Chiwetel Ejiofor e Jessica Hecht sono stati ufficializzati come parte del cast.

## Distribuzione
Il film è stato presentato in anteprima mondiale il 20 maggio 2025 in occasione della 78ª edizione del Festival di Cannes, in concorso nella sezione Un Certain Regard, per poi uscire nelle sale cinematografiche statunitensi prevista dal 26 settembre 2025.

## Accoglienza
Il film ha ricevuto recensioni miste da parte della critica. Sull'aggregatore di recensioni Rotten Tomatoes 14 critici esprimono un gradimento del 57%; su Metacritic il voto medio di 7 critici è di 50/100.
Il critico Simone Emiliani su Sentieri Selvaggi scrive che "l'esordio nel lungometraggio non trova sempre l'equilibrio tra commedia e dramma. Ci sono comunque molti abili intuizioni". mentre Roberto Manassero su Mymovies commenta così: "è un classico film americano scritto in ogni sua elemento, senza sbavature e scarti dalla trama e con un costante controllo del materiale predisposto".

## Riconoscimenti
- 2025 – Festival di Cannes
  - In concorso per il Premio Un Certain Regard